# Yosuán Crespo
Yosuán Crespo (nacido como Yosuán Crespo García, el 24 de noviembre de 1984 en La Habana, Cuba) es un empresario e ingeniero informático cubano. Crespo cofundó EspacioCuba, una de las primeras oficinas inmobiliarias cubanas después de permitirse la compraventa de viviendas en noviembre de 2011. Ha desarrollado varios software de gestión de información de Genética Médica y sitios web comerciales. También se ha dedicado al emprendimiento, el desarrollo de startups, la tecnología crypto, los proyectos Web3, las blockchains, la inteligencia artificial (IA), el desarrollo de negocios, la búsqueda de inversionistas, la venta de productos de diversos tipos y el liderazgo de equipos de trabajo.

## Primeros años y educación
Crespo nació en La Habana, hijo de Marta García, contadora y Juan Francisco Crespo, Ingeniero Mecánico. 
La pasión de Crespo por la informática comenzó cuando tuvo su primera computadora personal al cursar la escuela secundaria, fue un regalo de su abuelo Arístides quien además lo inspiró a estudiar el idioma inglés desde una temprana edad. Obtuvo el título de Bachiller en el Instituto Preuniversitario Vocacional de Ciencias Exactas Vladimir Illich Lenin de La Habana en el 2002. Posteriormente se graduó con honores de Ingeniero en Ciencias Informáticas en la Universidad de las Ciencias Informáticas (UCI) en el 2008.
Para realizar su tesis de graduación en la universidad, Crespo desarrolló el sitio web del Registro Cubano de los Pacientes con Discapacidad Intelectual el cual contenía las características genéticas de dichas personas, permitiéndole a los genetistas gestionar la información y visualizar diferentes reportes para aumentar la calidad de vida y el bienestar de esos pacientes.

## Inicio de la vida laboral
Desde antes de su graduación universitaria Crespo participó en el equipo de desarrollo del Sistema Informático de Genética Médica, una aplicación informática que permitió la gestión de toda la información asociada a una consulta de genética médica y a los estudios que esta rama realiza. Después de graduado llegó a ser el líder de ese proyecto de desarrollo de software.
También participó en el procesamiento informático de los datos del estudio clínico-genético, psicopedagógico y social de las personas con discapacidad en la República del Ecuador.
Conjuntamente con su trabajo en el desarrollo de software, Yosuán fue profesor de Idioma Inglés en la Universidad de las Ciencias Informáticas (UCI).

## Negocios
Crespo cofundó EspacioCuba en 2012, una oficina de gestión inmobiliaria y portal inmobiliario, después de que en noviembre de 2011 el gobierno cubano autorizara la compraventa de viviendas en Cuba lo cual dio apertura a un emergente mercado inmobiliario. En sus inicios tuvo que utilizar las licencias de programador de equipos de cómputo y fotógrafo para tomar fotos de las propiedades en venta y listarlas en el portal inmobiliario porque la actividad de agente inmobiliario no estaba autorizada todavía en la isla en ese momento.
Posteriormente, en septiembre de 2013, fueron autorizadas las licencias para ejercer como agente inmobiliario y a partir de ese momento dicho negocio pasó a ser una de las primeras agencias inmobiliarias en Cuba.
Es el dueño de una compañía de pruebas de software que además de la experiencia acumulada por los expertos en QA también utiliza herramientas de IA.